# سي ار اتش
سي ار اتش هي مجموعة دولية من شركات مواد البناء المتنوعة التي تقوم بتصنيع وتوريد مجموعة واسعة من المنتجات لصناعة البناء والتشييد. تأسست الشركة وتم تأسيسها وتتمركز في الوقت الحالي في إيرلندا حيث تحتل المرتبة الأكبر في إيرلندا.  سي ار اتش لديها قائمة أولية في بورصة لندن وهي مكون من مؤشر فوتسي 100 . لديها قوائم ثانوية في البورصة الأيرلندية (حيث أنها مكون من ISEQ 20 ) وبورصة نيويورك للأوراق المالية .

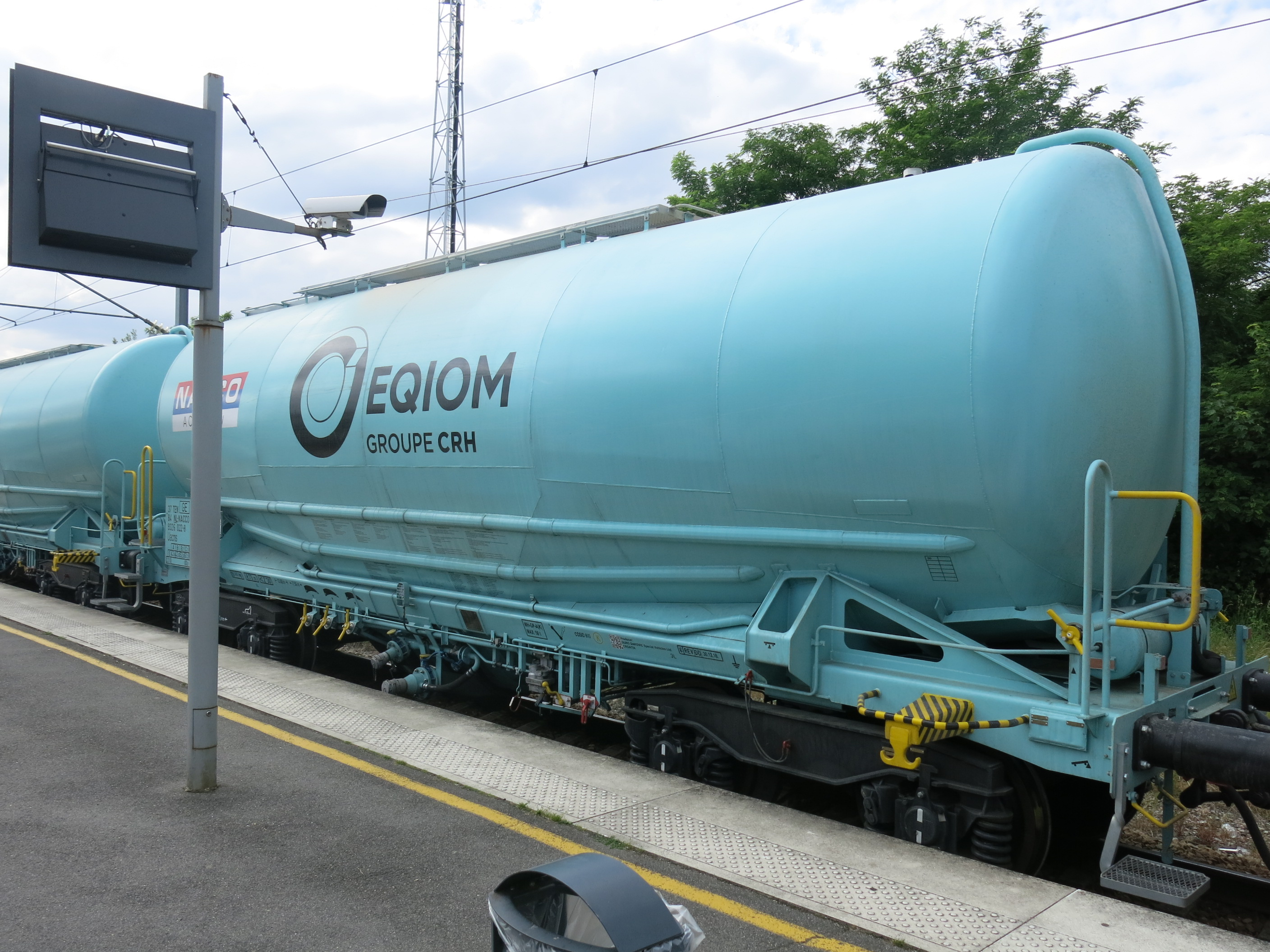
عربة نقل الأسمنت التابعة للشركة الفرنسية (EQIOM)

## منتجات
منتجات الشركة هي كما يلي:
| المواد Hysyside                                                                    | منتجات لايتسايد                                                                                           | توزيع                                                                              |
| ---------------------------------------------------------------------------------- | --- | ---------------------------------------------------------------------------------- |
| - تجمعات - يبني - أسفلت - الخرسانة الجاهزة - الخرسانة المعمارية - الخرسانة الجاهزة | - الزجاج وأنظمة الزجاج - ملحقات البناء - مصاريع والمظلات - منتجات حماية المحيط - منتجات الوصول إلى الشبكة | - التجار بناة العامة - منافذ الصحية والتدفئة والسباكة - افعلها بنفسك ( DIY ) مخازن |

## روابط خارجية
- الموقع الرسمي